# إيفا فولدز
إيفا فولدز (بالمجرية: Földes Éva)‏ هي كاتِبة وصحفية وأستاذة جامعية مجرية، ولدت في 6 يوليو 1914 في زومباثلي في المجر، وتوفيت في 9 يوليو 1981 في بالاتونالمادي ‏ في المجر بسبب كارثة.

## وصلات خارجية
- إيفا فولدز على موقع أوليمبيديا (الإنجليزية)